# Odense Staalskibsværft
Koordinaten: 55° 28′ 7″ N, 10° 32′ 19″ O

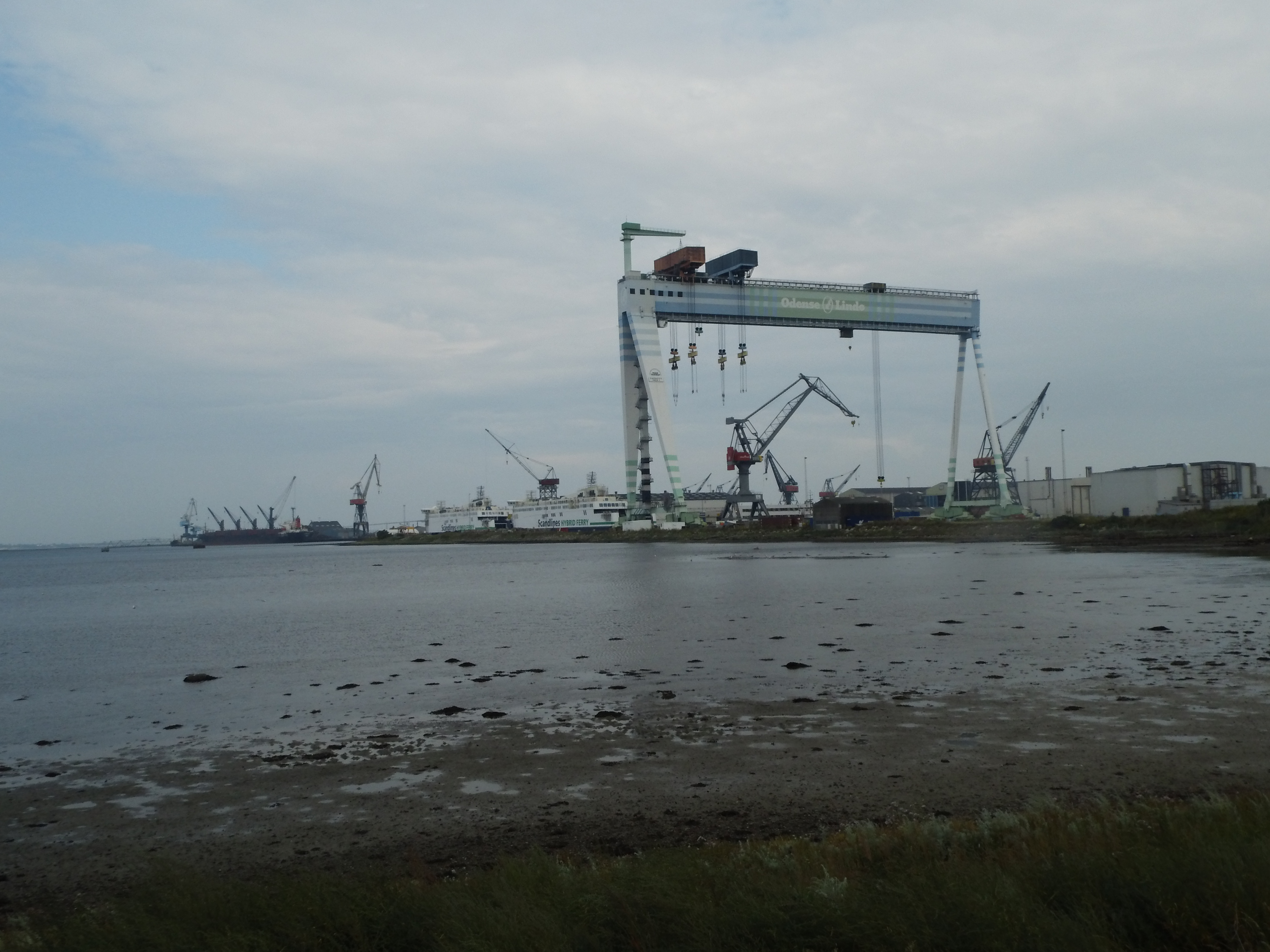
Die Werft in Munkebo

Die Odense Staalskibsværft (auch Lindøværft) war eine dänische Werft bei Odense auf Fünen. Sie gehörte zur A.-P.-Møller-Mærsk-Gruppe.

## Geschichte
Die Werft wurde von 1918 bis 1919 von A.P. Møller errichtet. Das erste hergestellte Schiff war 1920 das Dampfschiff Robert Mærsk.
1954 lieferte die Odense Staalskibsværft mit dem Turbinentanker Regina Mærsk ihr bis dahin größtes Schiff, das erstmals den typischen blauen Außenhüllenanstrich erhielt.
Zwischen 1957 und 1959 wurde eine neue, größere Werftanlage in Munkebo, etwas außerhalb Odenses, errichtet. Auf dem alten Werftgelände werden seit 1966, als die Produktion vollständig zum neuen Gelände verlagert worden war, keine Schiffe mehr hergestellt.
Die neue Werft verfügte über mehrere Docks. Die Docks I und II ermöglichten mit einer Größe von jeweils 300 × 45 × 7,5 Metern die Produktion von Tankern bis zu 100.000 tdw.
1967 wurde Dock III fertiggestellt, das mit einer Größe von 415 × 90 Metern und einem 800-Tonnen-Kran (95 m hoch, 148,5 m Ausladung) die Produktion von Tankern der VLCC- und ULCC-Klasse ermöglichte (Öltanker über 200.000 Tonnen werden als VLCC (Very Large Crude Carrier), Tanker über 320.000 Tonnen als ULCC (Ultra Large Crude Carrier) bezeichnet). Die größten geplanten Schiffe waren zwei 500.000-tdw-Tanker, die jedoch nie gebaut wurden.
Im Juli 1974 lieferte die Odenser Werft den 330.000-tdw-Tanker Kristine Mærsk, den damals größten europäischen Tanker. Sechs weitere Schiffe dieser Klasse wurden bis 1977 gebaut.
Von 1979 bis 1980 wurden sechs RoRo-Schiffe der Elisabeth-Mærsk-Klasse hergestellt, 1980 das erste Containerschiff. 1988 wurde die Marchen Mærsk gebaut; sie war mit 4.300 TEU das zu der Zeit weltweit größte Containerschiff. Elf weitere Schiffe dieser Klasse folgten bis 1991.
Im Dezember 1992 wurde der weltweit erste 300.000-tdw-Doppelhüllen-Tanker produziert; bis 1995 noch fünf weitere solche Tanker. Im Januar 1996 war das erste Post-Panamax-Containerschiff fertig.
Am 3. Dezember 1999 stürzte der große Kran nach einem Orkan ins Dock und beschädigte den Schiffsneubau Nr. 170. Im April 2001 wurde ein neuer 1.000-Tonnen-Kran des Herstellers MAN TAKRAF aufgestellt.
Ab April 1997 war die Werft Eigentümerin von 98,5 % der Anteile der litauischen Werft Baltijos Laivo Statykla. Im September 1997 baute die Werft in Odense mit der Sovereign Mærsk den ersten 8000-TEU-Frachter der Welt für Mærsk.
Von 2006 bis 2008 baute die Werft die acht je 14.770 TEU fassenden Containerschiffe der Emma-Mærsk-Klasse, die bis zur Indienststellung der CMA CGM Marco Polo im November 2012 die größten Schiffe ihrer Art waren.
Die Werften in Litauen wurden 2010 verkauft.
2010 zog die Fayard A/S aus Fredericia auf das Werftgelände in Munkebo.
Aufgrund anhaltender Verluste wurde beschlossen, die Werft im Februar 2012 nach Fertigstellung aller noch vorhandenen Aufträge zu schließen.
Der letzte Neubau der Lindøværft war die HDMS Niels Juel, eine Fregatte für die dänische Marine, die 2012 in Dienst gestellt wurde.